# Мегариса перлата
Мегариса перлата (Megarhyssa perlata) — вид комах з родини Ichneumonidae. Корисний ентомофаг.

## Морфологічні ознаки
Як і попередній вид, один з найбільших за розміром їздець, тіло якого завдовжки 40-43 мм; яйцеклад самиць у 1,7-2,0 рази більший за довжину тіла. Наличник у профіль заокруглений, з чітко вирізаним апікальним краєм, жовтий з червонуватою смужкою в основі. Забарвлення тіла — від жовто-червоного до жовто-коричневого, знизу на мезоплеврах жовта поздовжня смужка. Лице жовте. У самиць жовті плями на 3-5 терґітах черевця видовжені, простягаються вперед, за дихальця. У самців передні терґіти темніші, 2 терґіт спереду чорний, середні терґіти червоно-коричневі, останній сегмент жовтий; генітальні пластинки вентро-апікальні з маленькою овальною плямою з щетинок.

## Поширення
Ареал охоплює також Середню Європу, ряд регіонів Росії — північно-західні та центральні райони європейської частини, Омська область, Приморський край, Кавказ.
Один з 3 відомих в фауні України видів роду Megarhyssa. Населяє Полісся, Лісостеп.

## Особливості біології
Біологія як у попереднього виду. Дає 1 генерацію на рік. На стадії личинки зовнішній паразит личинок рогохвостів (Siricidae). Через наявність більш довгого, ніж у M. superba, яйцеклада, на свердління деревини витрачає 40-65 хв. Зимує личинка в деревині у власному коконі.

## Загрози та охорона
Загрози: знищення сухих та всихаючих дерев під час санітарних вирубок лісу; застосування хімічних засобів охорони; самиці під час свердління яйцекладом деревини часто стають здобиччю птахів (дятли, інші).
Охорона не проводиться. Популяції охороняються у листяних і мішаних лісах на території природних заповідників і заказників. У інших місцях існування виду доцільно створювати ентомологічні заказники.